# Salmincola salmonea
Salmincola salmonea is een eenoogkreeftjessoort uit de familie Lernaeopodidae. De wetenschappelijke naam van de soort werd gepubliceerd als Lernaea salmonea in 1758 door Carl Linnaeus in de tiende editie van Systema naturae.